# قاعده هوکل

بنزن شناخته‌شده‌ترین ترکیب آروماتیک با ۶ الکترون نامتمرکز (۴n + ۲، n = ۱)

قاعده هوکل (به انگلیسی: Hückel's rule) قاعده‌ای در شیمی آلی‌ست که نشان می‌دهد چه هنگام یک مولکول حلقه‌ای تخت، ویژگی‌های آروماتیک خواهد داشت.
چکیده این قاعده، رابطه ۴n + ۲ است که N شماره‌ای صحیح از صفر تا ۶ است. هنگامی که شمار الکترون‌های پی یک مولکول حلقوی ازین رابطه پیروی کند، آن مولکول تابع قاعده هوکل خواهد بود.